# Alexandru Breban
Alexandru Breban (n. 1 august 1876, Someșeni, județul Satu Mare – d. 12 ianuarie 1944, Ierud, Maramureș) a fost un preot român și delegat la Marea Adunare Națională de la Alba Iulia din 1 decembrie 1918.

## Date biografice
A fost preot greco-catolic și deputat de drept al protopopiatului greco-catolic Baia Mare la Adunarea Națională de la Alba Iulia.